# Sierra Leona en los Juegos Olímpicos de Los Ángeles 1984
Sierra Leona estuvo representada en los Juegos Olímpicos de Los Ángeles 1984 por siete deportistas, seis hombres y una mujer, que compitieron en dos deportes.
El portador de la bandera en la ceremonia de apertura fue el atleta David Sawyerr. El equipo olímpico sierraleonés no obtuvo ninguna medalla en estos Juegos.